# Caenotoides californicus
Caenotoides californicus is een vliegensoort uit de familie van de venstervliegen (Scenopinidae). De wetenschappelijke naam van de soort werd in 1972 gepubliceerd door Hall.